# Dmitri Nikolajewitsch Seiliger
Dmitri Nikolajewitsch Seiliger, geboren Samuil Seiliger, (russisch Дмитрий Николаевич Зейлигер, Geburtsname Самуил Зейлигер; * 12. Maijul. / 24. Mai 1864greg. in Tiraspol; † 25. Juni 1936 in Rostow am Don) war ein russischer Mathematiker, Physiker und Hochschullehrer.

## Leben
Seiliger stammte aus einer jüdischen Kaufmannsfamilie. Er studierte an der physikalisch-mathematischen Fakultät der Kaiserlichen Neurussischen Universität in Odessa mit Abschluss 1887. Einer seiner Lehrer war Walerian Nikolajewitsch Ligin. 1891 wurde Seiliger dort Magister und 1892 Privatdozent am Lehrstuhl für Mechanik. 1894 wurde er von der Universität Moskau zum Doktor der Angewandten Mechanik promoviert.
1895 wurde Seiliger Außerordentlicher Professor an der Universität Kasan und 1899 Ordentlicher Professor mit Leitung des Lehrstuhls für Mechanik. 1910 gründete er an der Universität den ersten Aeronautik-Verein. 1914 wurde er von der Universität wegen unzuverlässiger politischer Ansichten entlassen. Darauf lehrte er bis 1917 an der Universität Petrograd und nach der Oktoberrevolution wieder an der Universität Kasan. Zusammen mit seinem Studenten Nikolai Gurjewitsch Tschetajew und dem Universitätsrektor organisierte er die Aeronautik-Ausbildung an der Universität. Als 1917 an der Universität die Forstwirtschaft-Fakultät entstand, wurde Seiliger zum Leiter des Lehrstuhls für mechanische Holztechnologie ernannt. 1919 wurde er Rektor des neuen Kasaner Polytechnischen Instituts und Leiter der Wirtschaftsfakultät. 1927 wurde auf Seiligers Initiative an der Universität Kasan die Fachrichtung Aerodynamik eingerichtet.
1929–1933 war Seiliger Professor und Leiter des neuen Lehrstuhls für Mathematik am Montaninstitut in Stalino. 1932–1936 leitete er den Lehrstuhl für Theoretische Mechanik des Nordkaukasus-Industrie-Instituts in Nowotscherkassk.
Seiligers Bruder Philipp Nikolajewitsch Seiliger (1863–1937) war Rechtsanwalt. Er verteidigte 1906 die Meuterer des Panzerkreuzers Georgi Pobedonossez in Sewastopol und Anatoli Wassiljewitsch Lunatscharski in Terijoki, war Sozialrevolutionär, wurde 1910 in den russischen Adel aufgenommen und war nach der Oktoberrevolution mehrfach verhaftet. Sein Sohn Sergei Philippowitsch Seiliger (1897–1929) war Doktor der Philosophie und Radiotechniker bei Telefunken in Berlin. Seine Tochter Jelena Philippowna Seiliger war wissenschaftliche Mitarbeiterin des Instituts für Chemische Physik der Akademie der Wissenschaften der UdSSR und Freundin Nina Nikolajewna Berberowas.

## Ehrungen
- Verdienter Wissenschaftler der RSFSR (1927)